# Dialeurodicus silvestrii
Dialeurodicus silvestrii là một loài côn trùng cánh nửa trong họ Aleyrodidae, phân họ Aleurodicinae.
Dialeurodicus silvestrii được Leonardi miêu tả khoa học đầu tiên năm 1910.